# Elektra (tidning)
Elektra är elektroteknologsektionens vid Chalmers sektionstidning, bildad 1967. Redaktionen består av en chefredaktör, en annonsredaktör, två redaktörer samt två fotografer. Tidningen utkom från början ungefär var fjärde vecka men ges numera ut minst fyra gånger per år.